# Množica
Mnóžica je v matematiki skupina abstraktnih ali stvarnih (konkretnih) reči. Te reči se imenujejo elementi in se jih med seboj loči (razlikuje – tj. dva elementa med sabo ne moreta biti enaka). Medsebojne odnose (relacije), strukture in medsebojne preslikave množic preučuje teorija množic.
Glavni pojem teorije množic je pripadnost. Element {\displaystyle x} lahko pripada množici {\displaystyle M} ({\displaystyle x\in M\,}) ali pa tudi ne ({\displaystyle x\not \in M\,}).
Množica, ki ji ne pripada noben element, se imenuje prazna množica, označimo jo s {\displaystyle \emptyset }. Vse druge množice vsebujejo vsaj po en element. Množica je končna, če vsebuje končno število elementov; če ima neskončno elementov, je neskončna. Množica vseh elementov, o katerih je smiselno govoriti, se imenuje univerzalna množica. Množico z enim samim elementom imenujemo singleton, medtem ko množico z natanko dvema elementoma imenujemo par. 

## Zapis množice
Množico se lahko zapiše na različne načine:
- Zapis z naštevanjem pomeni, da se našteje vse elemente, na primer: {\displaystyle A=\{1,2,3,4,5\}}. Isto množico {\displaystyle A} lahko zapišemo tudi kot {\displaystyle \{4,3,5,2,1\}} ali {\displaystyle \{4,3,3,5,2,1,4\}}, saj vrstni red naštetih elementov ni pomemben, prav tako pa množica ni občutljiva na to, če katerega od njenih elementov zapišemo večkrat.
- Zapis z značilnostjo pomeni, da se zapiše značilnost, ki jo imajo elementi množice, na primer:

{\displaystyle A=\{x\;|\;x\in \mathbb {N} \land x\leqslant 5\}}.
- Zapis s formulo pomeni, da se navede formulo, po kateri se izračuna elemente množice, na primer:

{\displaystyle B=\{n^{2}\;|\;n\in \mathbb {N} \}=\{1,4,9,16,25,\ldots \}}.
Množico se lahko poda tudi slikovno – najbolj znan slikovni prikaz množice je Vennov diagram.

## Računanje z množicami
Obstaja več računskih operacij z množicami.
Unija množic {\displaystyle A} in {\displaystyle B} je množica sestavljena iz elementov, ki pripadajo množici {\displaystyle A} ali množici {\displaystyle B}:
{\displaystyle A\cup B=\{x\mid x\in A\lor x\in B\}}.
Presek množic {\displaystyle A} in {\displaystyle B} je množica sestavljena iz elementov, ki pripadajo množici {\displaystyle A} in množici {\displaystyle A}:
{\displaystyle A\cap B=\{x\mid x\in A\land x\in B\}}.
Razlika množic {\displaystyle A} in {\displaystyle B} je množica sestavljena iz elementov, ki pripadajo množici {\displaystyle A} in ne pripadajo množici {\displaystyle B}:
{\displaystyle A\setminus B=\{x\mid x\in A\land x\notin B\}}.
Komplement množice {\displaystyle A} je množica sestavljena iz elementov, ki ne pripadajo množici {\displaystyle A} in pripadajo univerzalni množici {\displaystyle S}:
{\displaystyle A^{c}=\{x\mid x\not \in A\land x\in S\}}.
Simetrična razlika množic {\displaystyle A} in {\displaystyle B} je množica sestavljena iz elementov, ki pripadajo natanko eni od množic {\displaystyle A} oziroma {\displaystyle B}:
{\displaystyle A+B=\{x\mid x\in A\veebar x\in B\}}.
Kartezični produkt množic {\displaystyle A} in {\displaystyle B} je množica sestavljena iz urejenih parov, ki imajo za prvo komponento element množice {\displaystyle A}, za drugo komponento pa element množice {\displaystyle B}.

## Enakost in vsebovanost
Množici {\displaystyle A} in {\displaystyle B} sta enaki natanko tedaj, ko imata iste elemente. Formalno zapišemo: {\displaystyle A=B} natanko tedaj, ko {\displaystyle \forall x(x\in A\Leftrightarrow x\in B)}. Na primer množici {\displaystyle \{1,2,3\}} in {\displaystyle \{3,2,1\}} sta enaki.
Za množici {\displaystyle A} in {\displaystyle B} pravimo, da je {\displaystyle A} podmnožica množice {\displaystyle B}, {\displaystyle A\subseteq B}, če za vsak element množice {\displaystyle A} velja, da pripada tudi {\displaystyle B}. Formalno zapišemo: {\displaystyle A\subseteq B} natanko tedaj, ko {\displaystyle \forall x(x\in A\Rightarrow x\in B)}. Pravimo, da množica {\displaystyle B} vsebuje množico {\displaystyle A}. Odnos "biti podmnožica" pa imenujemo tudi relacija inkluzije. Če množica {\displaystyle A} ni podmnožica množice {\displaystyle B}, uporabimo zapis {\displaystyle A\not \subseteq B}.

### Potenčna množica
Vse podmnožice množice {\displaystyle A} sestavljajo potenčno množico, ki jo označimo kot {\displaystyle {\mathcal {P}}A}. Za množico {\displaystyle A=\{1,2,3\}} je potenčna množica enaka: {\displaystyle {\mathcal {P}}A=\{\emptyset ,\{1\},\{2\},\{3\},\{1,2\},\{1,3\},\{2,3\},\{1,2,3\}\}}. Formalno zapišemo: {\displaystyle {\mathcal {P}}A=\{X\mid X\subseteq A\}}, kjer je {\displaystyle X} podmnožica množice {\displaystyle A}. Velja, da ima množica {\displaystyle A} z {\displaystyle n} elementi natanko {\displaystyle 2^{n}} podmnožic. Smiselno je pokazati zgled potenčne množice prazne množice, {\displaystyle {\mathcal {P}}\emptyset }, njena potenčna množica naj bi imela natanko {\displaystyle 2^{0}=1} elementov, kar je tudi res: {\displaystyle {\mathcal {P}}\emptyset =\{\emptyset \}}.

## Neskončne množice
Glavni problem, ki je sploh sprožil nastanek teorije množic, je vprašanje neskončno velikih množic. Ali so vse neskončno velike množice med seboj enakovredne? Georg Ferdinand Cantor je na vprašanje odgovoril nikalno. Pri tem je uporabil pojem ekvipolentnost, ki opisuje, kdaj imata dve množici enako število elementov oziroma enako moč. Pri končnih množicah je opazil, da imata množici enako število elementov, če in samo če med njima obstaja bijektivna preslikava. To je potem posplošil na neskončne množice in definiral, da sta poljubni množici ekvipolentni, če med njima obstaja bijektivna preslikava.
Najmanjša neskončna množica je množica naravnih števil {\displaystyle \mathbb {N} \,}. Izkaže se, da je ekvipolentna množici celih števil {\displaystyle \mathbb {Z} \,} in tudi množici racionalnih števil {\displaystyle \mathbb {Q} \,}. Elemente teh množic se lahko uredi po vrstnem redu in se jih oštevilči z naravnimi števili - te množice so števno neskončne.
Zanimivo je, da množica realnih števil {\displaystyle \mathbb {R} \,} ni ekvipolentna zgoraj naštetim množicam. Cantor je v svojem znamenitem diagonalnem dokazu dokazal, da ima množica {\displaystyle \mathbb {R} \,} bistveno več elementov - ima moč kontinuuma. Moč kontinuuma ima tudi množica kompleksnih števil {\displaystyle \mathbb {C} \,}, pa tudi množica točk v ravnini ali množica točk v prostoru.